# Семёновский ипподром
Семёновский ипподром — ипподром для скачек, существовавший в Санкт-Петербурге — Петрограде — Ленинграде с 1880 по 1940-е года на месте нынешней Пионерской площади и Багратионовского сквера до того, как оба эти участка не были разделены улицей Марата. Семёновский ипподром стал центром лошадиных скачек в Санкт-Петербурге. До этого скачки на лошадях устраивали в Царском селе и на замёрзшей Неве. Так как с 1890-х годов на территории был организован циклодром для велосипедных гонок, площадку также называли Семёновским иппо-циклодромом.

## Предпосылки
Ещё с конца XVIII века в Петербурге на замершей Неве устраивались скачки на приз. С 1845 года на льду начали организовывать временные ипподромы силами ведомства государственного коннозаводства. С этих пор бега стали устраиваться на регулярной основе и постепенно приобретали всё большую популярность у горожан, в какой-то момент на скачки стекались тысячи зрителей
Ипподромы в Петербурге в XIX веке строились частными лицами, и мероприятия в них ограничивались поездками рысаков. Крупный летний ипподром был построен в Царском Селе, однако главные скачки на приз продолжали проводиться на замерзшей Неве. С этим было связанно множество неудобностей, так как подходящие дни приходились на январь и февраль, зависели от погоды и толщины льда. Часто из-за непогоды даты скачек переносились или срывались. На льду могли происходить неприятные случаи, например в 1880 году беговая беседка провалилась под лёд. Скачки устраивались в воскресение, так как в эти дни больше всего приходило публики.
В среде Санкт-Петербургского общества рысистого бега — тогда крупнейшего спортивного сообщества конного спорта всё сильнее назревал вопрос о строительстве ипподрома в городе. Подготовки к строительству начались в 1880 году вместе со сменой вице-президента общества, которым стал граф Воронцов-Дашков. Князь Николай Николаевич Старший, член сообщества и поклонник конской охоты обеспечил для строительства обширный участок на Семеновском плацу, представлявший собой малозастроенную местность — пустыри и огороды, а зимой — снежную свалку. До этого, на месте будущего ипподрома, на территории 26,5 га с конца XVIII века расквартировывались Егерский, Московский и Семёновский полки.

## Работа ипподрома

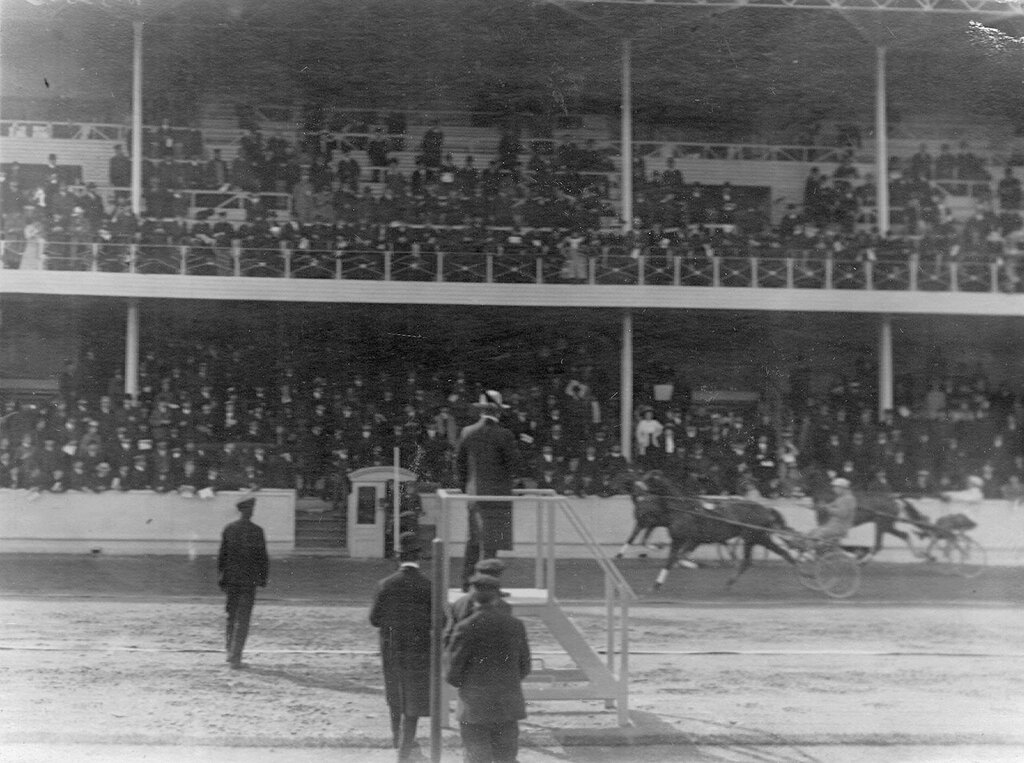
Участники соревнований на Семеновском ипподроме у финиша, 1910-е годы

Семёновский ипподром открылся 28 декабря 1880 года. В главной беседке ипподрома могли сидеть только судья, и главные распорядители. Для публики предназначались площадки без сидений, в шутку прозванные стоилами. В 1889 году Леонтием Бенуа была построена западная, малая трибуна, а в 1891 году — большая восточная трибуна. Здание было построено в неорусском стиле XVII века и украшено шатровыми башенками. На месте малой трибуны архитектором Владимиром Цейдлером позже был выстроен новый павильон с высокими шатровыми покрытиями также в неорусском стиле. В 1910-е годы также организовывался конкурс на проект перестройки большой трибуны.
Ипподром завоевал большую популярность у публики. Основными посетителями ипподрома были гвардейские офицеры, купцы и мещане, в основном они были завсегдатаями скачек и многие знали друг друга в лицо. На соревнованиях разыгрывались призы в тысячи рублей. Скачки устраивались до 80 дней в год. На кругу могло работать до 200 лошадей в день. Пик популярности ипподрома пришёлся на рубеж XIX и XX веков.
С 1890-х годов на территории ипподрома также был обустроен циклодром для велосипедных гонок. В середине 1900-х годов ипподром переживал период упадка. Затем интерес к конным скачкам снова возрос в 1910-е года.
Помимо скачек на ипподроме устраивались представления с лошадьми, например испытание тяжеловозов, когда к лошади прикрепляли всё более тяжёлый груз, пока лошадь переставала передвигаться. На ипподроме также устраивались другие спортивные мероприятия. Например тут с 1893 года, в антракте между велосипедными гонками был устроен первый отечественный футбольный матч. В 1896 году на Семёновском ипподроме зимой была подготовлена ледовая площадка для мирового первенства по конькобежным бегам и фигурному катанию.
Популярность скачкам обеспечивали тотализаторы. Прибыль за день от тотализатора могла достигать до 40 тысяч рублей. Общество рысиситого бега имело с них столь высокие доходы, что тратило деньги на благотворительность. Тотализаторы вызывали спорную общественную реакцию и однажды стали причиной трагедии в 1911 году, когда проигравший деньги юноша среди толпы на ипподроме окончил самоубийством.

### Влияние на окрестности

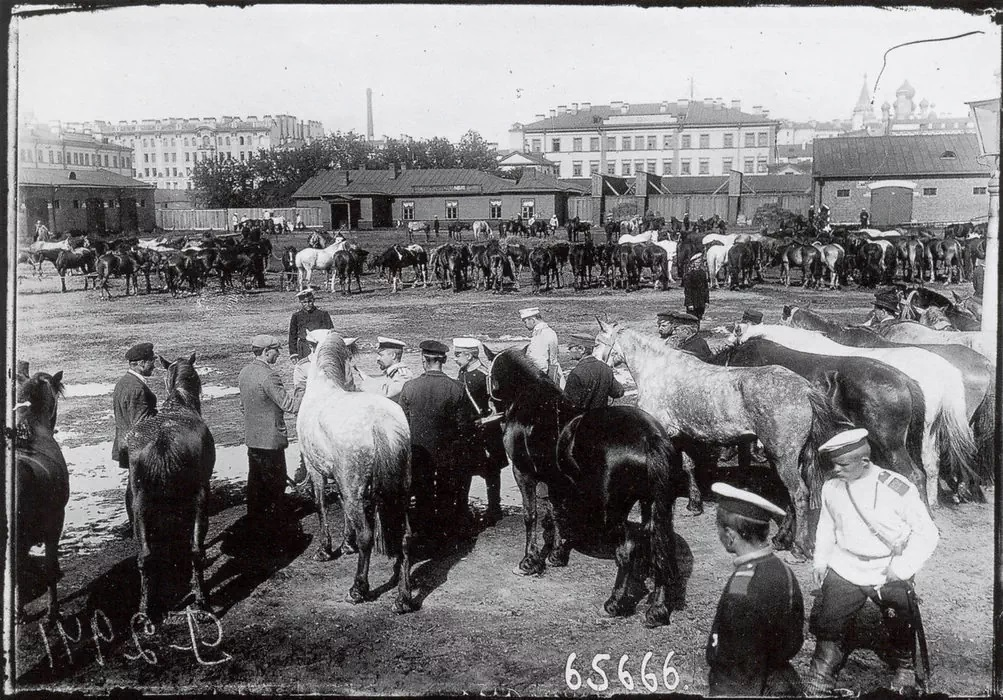
Лошади на Семёновском плацу, 1904 год

Прилегавшие в новому ипподрому улицы начали испытывать его влияние сразу после открытия. Часть домовладельцев перестроили свои помещения под конюшни, чтобы их выгодно сдавать. Владельцы домов на Николаевской улице начали сдавать помещения прибывавшим в Петербург провинциальным наездникам и любителям скачек.
У ипподрома также гуляли торговцы сеном, овсом, упряжью, располагались экипажи, мастерские и харчевни. Николаевская улица стала сосредоточением конюшен и главным местом любителей конного спорта. Здесь располагались известные конюшни представителей высшего света. В конюшне Николая Богданова находились 32 породистые лошади. На её содержание Богданов тратил почти всю свою зарплату.
В дни скачек улицы у ипподрома становились самыми оживлёнными в Петербурге. Вдоль тротуаров выстраивались сотни извозчичьих экипажей в два или три ряда в поисках выгодных клиентов.

## Дальнейшая судьба

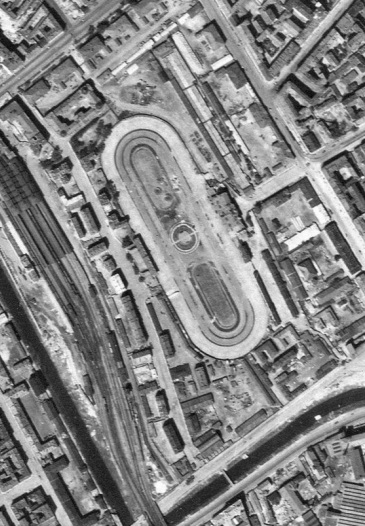
Территория Семёновского ипподрома в 1942 году

Семёновский ипподром пережил революцию и гражданскую войну, оставаясь в запустении в 1920-е годы. Редакция Ленинградской правды, в 1925 году описывая сложившуюся ситуацию, заметила, что за «дырявой стенкой» здания ипподрома располагался «ряд каких-то бастионов и камней, привезённых неизвестно почему и для чего», которые «иногда оживляют бесхозные свиньи или чьё-то спящее тело». Городская администрация обсуждала планы по строительству стадиона на месте ипподрома, но в итоге решила возродить традицию скачек. Так, в 1930-е годы Семёновский ипподром стал важным спортивным центром Ленинграда. На его территории устраивались спортивные соревнования, занятия, показательные состязания и выступления конной милиции Второго Военно-спортивного клуба и кавалерийских частей.
Во время Второй мировой войны на территории ипподрома установили зенитные орудия, и к концу войны территория ипподрома была разбомблена. В начале 1950-х годов на месте руин разбили Семёновский парк, в котором в начале 1960-х годов открыли Ленинградский театр юных зрителей (ТЮЗ) и памятник Грибоедову перед ним. Бывшую территорию ипподрома также ныне разрезает улица Марата, которая раньше заканчивалась на пересечении со Звенигородской, но затем её пробили дальше на юго-запад.
Конструкции фундамента ипподрома из известняковых плит были обнаружены в 2017 году. Остатки комплекса были признаны выявленным объектом культурного наследия.